# 源寛
源 寛（みなもと の ひろし）は、平安時代初期から前期にかけての貴族。嵯峨天皇の皇子。官位は正四位下・宮内卿。

## 経歴
元服と同時に正六位上に叙せられ、のち省試に及第して文章生となる。
仁明朝の承和3年（836年）正五位上から従四位上に昇叙される。のち加賀守・阿波守と仁明朝前半は地方官を務める。承和12年（845年）神祇伯に任ぜられると、右京大夫・刑部卿と仁明朝後半から文徳朝半ばにかけて京官を歴任。この間の斉衡3年（856年）20年ぶりに昇叙され正四位下となるが、以降死去までの20年間この位階に留まった。
文徳朝末の斉衡4年（857年）讃岐権守と再び地方官に転じる。清和朝の貞観5年（863年）宮内卿に任ぜられ京官に復すが、貞観6年（864年）越前権守を兼ね、貞観12年（870年）伊予守に転じた。貞観18年（876年）5月27日卒去。享年64。最終官位は散位正四位下。

## 人物
幼い頃から学問に熱心であったことから、父の嵯峨天皇は幅広い分野に通じるよう寛に研鑽させたという。性格は地味で真面目であり、みだりに交際をしなかった。また政事に留意することがなく、自らの意志で敢えて公卿の地位には昇らなかったという。

## 官歴
『六国史』による。
- 時期不詳：正六位上。文章生
- 時期不詳：正五位上
- 承和3年（836年） 正月7日：従四位上
- 承和6年（839年） 正月11日：加賀守
- 承和9年（842年） 7月15日：服解（嵯峨上皇服喪）。9月8日：加賀守
- 時期不詳：阿波守
- 承和12年（845年） 8月17日：神祇伯
- 承和14年（847年） 2月11日：右京大夫
- 嘉祥元年（848年） 日付不詳：刑部卿
- 仁寿2年（852年） 正月15日：兼越中守
- 斉衡3年（856年） 正月7日：正四位下
- 斉衡4年（857年） 正月14日：讃岐権守
- 貞観5年（863年） 2月10日：宮内卿
- 貞観6年（864年） 正月16日：兼越前権守
- 貞観12年（870年） 正月25日：伊予守
- 貞観18年（876年） 5月27日：卒去（散位正四位下）

## 系譜
『尊卑分脈』による。
- 父：嵯峨天皇
- 母：安倍楊津の娘
- 妻：不詳
  - 男子：源矜
  - 男子：源宥（あるいは源定の子）